# Joan Mulet Roig
Joan Mulet Roig (Llucmajor, Mallorca, 1893 - Palma, Mallorca, 1978), fou un advocat mallorquí.
Mulet es llicencià en dret a la Universitat de Barcelona. A més d'exercir com advocat fou president, entre 1928 i 1930, del "Foment del Civisme", delegat del Banc Hipotecari d'Espanya a les Balears i magister de la Maioricensis Schola Lullistica. En la seva trajectòria destaca la feina d'assessorament legal a Antoni Maria Alcover i Francesc de Borja Moll per a la publicació del Diccionari Català-Valencià-Balear. El 1936 fou un dels signants del manifest Resposta als catalans.